# 烏亞茲德

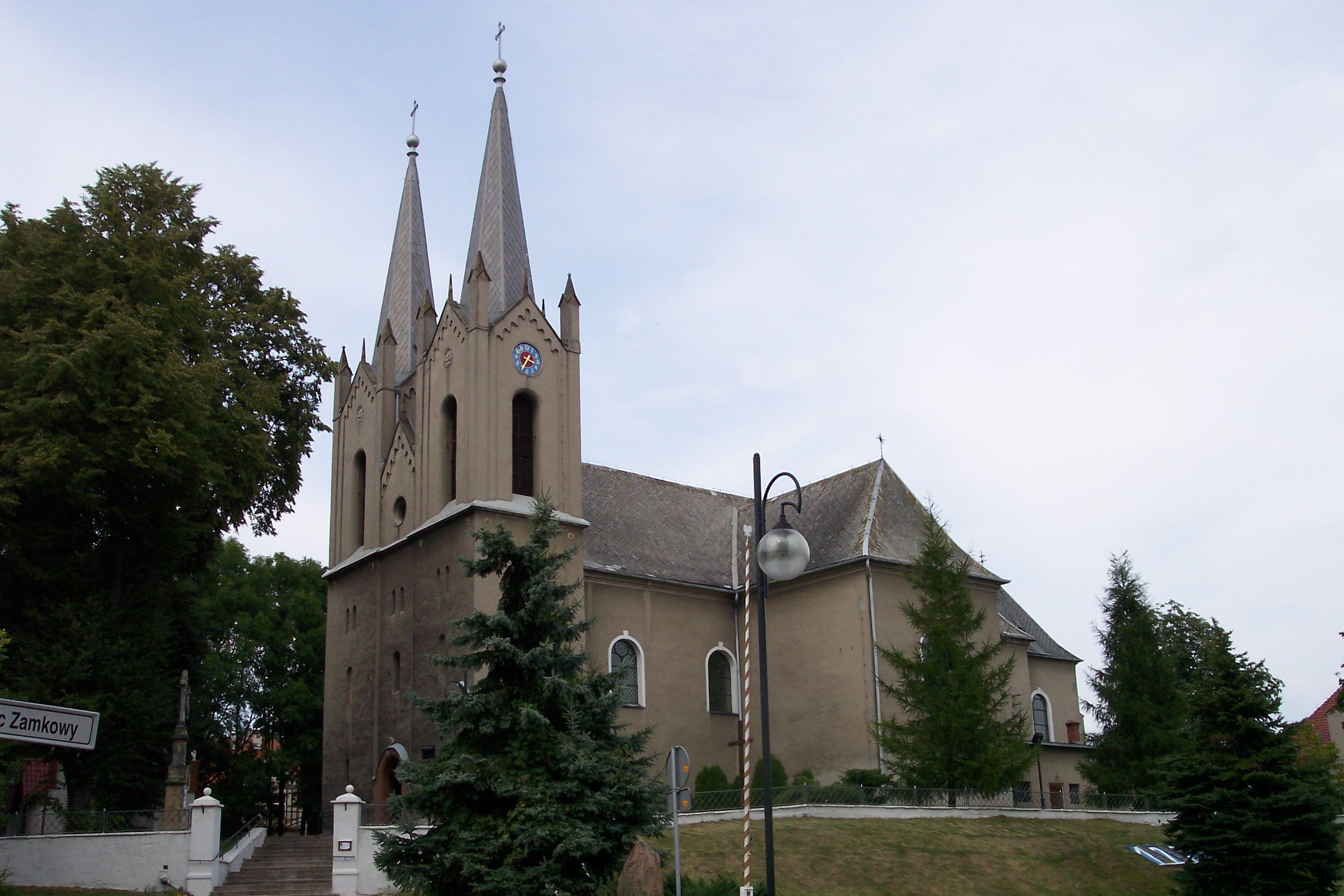

烏亞茲德是波蘭的城鎮，位於該國南部，由奧波萊省負責管轄，面積14.69平方公里，2006年人口1,652。第二次世界大戰期間，德國在1936至1945年佔領該鎮。

## 外部連結
- http://www.ujazd.pl/ （页面存档备份，存于）
- http://bip.ujazd.pl/ （页面存档备份，存于）
- Jewish Community in Ujazd on Virtual Shtetl

50°24′N 18°21′E / 50.400°N 18.350°E